# Ciento diez
El ciento diez (110) es el número natural que sigue al 109 y precede al 111.

## Edad
- Las figuras bíblicas José[1][2] y Josué[3][4] murieron a la edad de 110 años.
- 110 años es, para los antiguos egipcios, la duración ideal de la vida.[5] En la estatua de los 80 años de Amenhotep hijo de Hapu está inscrito:

"Llegar a viejo es una prueba de que se ha sido justo: he alcanzado los 80 años colmado de los favores cerca del rey, y cumpliré los 110..."
- Edad que una persona debe alcanzar para ser considerada supercentenaria.

## En matemáticas
- El 110 es un número compuesto, que tiene los siguientes factores propios: 1, 2, 5, 10, 11, 22 y 55.
- Como la suma de sus factores es 106 < 110, se trata de un número defectivo.
- Es un número de Harshad.

## En ciencia
- El 110 es el número atómico del darmstadio.

## En otros campos
- Número telefónico de emergencia en Alemania, China, Estonia, Irán y Japón y número nacional para la policía de Bolivia y Guatemala.
- En las universidades italianas, 110 es la máxima calificación que puede obtenerse en la Laurea (graduación), con la excepción de 110 y honores, otorgado solo en casos de excelencia.
- Puerto TCP usado por el protocolo de correo POP3.